# Elezioni regionali nelle Marche del 1980
Le elezioni regionali nelle Marche del 1980 si tennero l'8-9 giugno.
Come la tornata precedente, per effetto della legge elettorale, con meno voti la DC ottenne più seggi del PCI, che rimase nuovamente all'opposizione. Per compensare gli elettori progressisti comunque, la presidenza fu lasciata al PSI.

## Risultati elettorali
| Liste                                                  | Voti    | %     | Seggi |
| ------------------------------------------------------ | ------- | ----- | ----- |
| Partito Comunista Italiano (PCI)                       | 355.444 | 37,22 | 15    |
| Democrazia Cristiana (DC)                              | 354.478 | 37,12 | 16    |
| Partito Socialista Italiano (PSI)                      | 95.989  | 10,05 | 4     |
| Partito Socialista Democratico Italiano (PSDI)         | 42.770  | 4,48  | 1     |
| Movimento Sociale Italiano - Destra Nazionale (MSI-DN) | 41.182  | 4,31  | 1     |
| Partito Repubblicano Italiano (PRI)                    | 36.274  | 3,80  | 1     |
| Partito di Unità Proletaria per il Comunismo (PdUP)    | 14.564  | 1,53  | 1     |
| Partito Liberale Italiano (PLI)                        | 13.660  | 1,43  | 1     |
| Partito Operaio Europeo (POE)                          | 541     | 0,06  | -     |
| Totale                                                 | 954.902 |       | 40    |

| Riepilogo dei seggi | Riepilogo dei seggi | Riepilogo dei seggi | Riepilogo dei seggi | Riepilogo dei seggi | Riepilogo dei seggi | Riepilogo dei seggi |
| ------------------- | ------------------- | ------------------- | ------------------- | ------------------- | ------------------- | ------------------- |
|                     |                     |                     |                     |                     |                     |                     |
| PdUP                | 1                   | ━                   |                     | PCI                 | 15                  | ━                   |
| PSI                 | 4                   | ━                   |                     | PSDI                | 1                   | ▼ 1                 |
| PRI                 | 1                   | ━                   |                     | DC                  | 16                  | ━                   |
| PLI                 | 1                   | ▲ 1                 |                     | MSI-DN              | 1                   | ━                   |